# Kaishakunin
Der Kaishaku (japanisch 介錯) bzw. Kaishakunin (介錯人) entsprach in etwa dem im Westen Sekundant genannten „Unterstützer“ beim Seppuku, dem ritualisierten Suizid japanischer Samurai. Dem Kaishaku oblag es, in dem Moment, in dem der Seppuku Ausübende sich seinen Bauch aufschlitzt, jenen mit einem Schwert zu köpfen.
Dafür verwendet der Samurai ein Langschwert Katana (selten auch mit dem älteren, säbelähnlichen Tachi) um den Hals von der Halswirbelsäule zu trennen (jedoch nicht vollständig abzuschlagen), sobald dieser das Zeichen – das Nachvornebeugen des Hauptes – gegeben hatte. Zu frühes Zuschlagen ist mit dem Risiko verbunden, dass die Waffe in einem Halswirbel steckenbleibt und extreme Schmerzen verursacht. Die danach notwendigen weiteren Hiebe hätten das Seppuku zu einem unehrenhaften Tod herabgewürdigt.
Nur durch ein abruptes Trennen des Hauptes vom Rumpf (Enthauptung) wird der zerebrale Schock verursacht, der sofortige tiefe Bewusstlosigkeit bewirkt: Zum Todeszeitpunkt sollte keinesfalls das Gesicht von Schmerz verzerrt erscheinen.
Der Kaishakunin hatte den Hieb so auszuführen, dass der Kopf eben noch durch einen Hautlappen mit dem Rumpf verbunden blieb und erst durch den Aufschlag auf den Boden getrennt wurde: Vollständiges Durchschlagen hätte wie die Hinrichtung eines Verbrechers gewirkt und das Seppuku ebenfalls entehrt.
Die Rolle des Kaishakunin fiel üblicherweise einem prominenten, vertrauten oder nahe verwandten Samurai zu. Er hatte bei dieser Zeremonie die bedeutendste Aufgabe, da er letztverantwortlich war, das Seppuku ehrenhaft zu beenden. Nach unvollkommener Ausführung der Aufgabe begingen Kaishakunin nicht selten selbst Seppuku.